# Hypolepis guianensis
Hypolepis guianensis là một loài dương xỉ trong họ Dennstaedtiaceae. Loài này được Klotzsch mô tả khoa học đầu tiên năm 1847.